# عزر
عزر (به عربی: عزر) یک منطقهٔ مسکونی در لبنان است که در شهرستان کسروان واقع شده‌است. عزر ۱٫۱۳ کیلومتر مربع مساحت دارد ۷۵۰ متر بالاتر از سطح دریا واقع شده‌است.